# Lago Neukloster
El lago Neukloster (en alemán: Neuklostersee) es un lago situado en el distrito de Mecklemburgo Noroccidental, en el estado de Mecklemburgo-Pomerania Occidental (Alemania), a una altitud de 25.2 metros; tiene un área de 269 hectáreas.
Se encuentra ubicado junto a la ciudad de Neukloster, que le da nombre.